# سون ورمانت
سون ورمانت (انگلیسی: Sven Vermant؛ زادهٔ ۴ آوریل ۱۹۷۳) یک بازیکن فوتبال بازنشسته اهل بلژیک است. از باشگاه‌هایی که در آن بازی کرده‌است می‌توان به بروژ و شالکه اشاره کرد.
وی همچنین در تیم ملی فوتبال بلژیک بازی کرده است و عضو این تیم در جام جهانی فوتبال ۲۰۰۲ بوده است.